# 男性凝视
男性凝视，也称为男性视角（英語：Male gaze），在女性主义理论中，指在视觉艺术和在文学创作中，从男异性恋者的角度描绘女性和现实，将女性性客体化以取悦异性恋男性观众的行为。男性凝视即以男性的、異性戀的觀點，把女性視為性對象來表現或再現，滿足異性戀男性觀看者的愉悅。男性凝视与女性凝视在概念上形成对比。
在叙事电影的视觉和美学表现中，男性凝视拥有三个视角：
1. 鏡頭后的男性视角；
2. 电影中男性角色的视角；
3. 凝视图像的男性观众的视角[6][7]。

男性凝视的概念首先由英国艺术评论家约翰·伯格於1972年1月BBC播出的一系列电影《观看之道》中提出，该系列电影后来被整理成一本艺术批判散文集，作为伯格分析欧洲绘画中对裸体的处理的一部分。这一概念很快在女性主义者间流行起来，其中包括英国电影评论家劳拉·穆尔维。她用“男性凝视”来批评传统媒体对电影中女性角色的呈现。
西格蒙德·弗洛伊德和雅克·拉康的精神分析理论是穆尔维男性凝视理论发展的基础，因为它们提供了一个方便穆尔维解释电影满足了对“视觉快感的原始愿望”的视角 。作为一种看待女性和世界的方式，对男性凝视的精神分析理论涉及弗洛伊德和拉康提出的种种概念，例如“窥淫癖”和“观看的快感”。窥淫癖和窥淫癖者这两个概念既指审美快感，又指从凝视某人或某物中获得的性快感:815。

## 男性视角作品
男频作品、男性向作品，是网络新詞，屬於ACG、小說用語之範疇，特指以男性族群為訴求對象的作品，例如男性视角的漫画、小说、戀愛遊戲等。
由於少年漫畫與青年漫畫其中不乏無論男女都喜愛的，或者女性视角的作品，因此並不等於男性视角作品，只有能明顯看出作品视角針對男性的作品才可歸為男性视角作品。

## 背景
存在主義哲學家尚-保羅·沙特（Jean-Paul Sartre）在他1943年的作品《存在與虛無》中，已對「凝視」概念有所論述，他認為凝視行為會在凝視者和被凝視者間形成一種主觀性的權力差異，因為被凝視者會被視為「客體」，而非「個人」。在英國女性主義電影理論家蘿拉·穆維於1975年發表的《視覺快感與敘事電影》一文中，對於男性凝視的電影概念也有呈現、解釋和發展，其中，穆維提出「性別不平等」——即男人和女人間社會和政治權力的不對稱性，對於電影中男人和女人的呈現是有著控制性的社會力量，並且男性凝視（男性觀者的審美樂趣）是一種社會結構，根源自父權體系下的思想與話語。在媒體研究和女權主義電影理論領域，男性凝視在概念上與偷窺、戀童癖和自戀的行為有關，皆可獲得觀看的快感與愉悅。
穆維理論的另一個重要部分建立在佛洛伊德對男性去勢焦慮的心理分析上，在該概念中，女性缺少陰莖暗示著閹割的威脅，因此她的存在引起了男性無意識的不愉快。為了減輕這種不愉快，婦女在媒體呈現中便轉變為被男性物化的接受者。對穆維來說，男性為避免去勢恐懼，會藉由窺淫癖和戀物的觀看癖兩種方式將女性性客體化成男性凝視的被動接受者。窺淫癖的快感來自於確定有罪、獲得控制權及通過懲罰或寬恕使有罪之人臣服。戀物癖則涉及通過使女性身體的某些部位破碎和過度變性，來減少去勢恐懼的威脅。
在敘事電影中，男性凝視的視角就是攝像機作為旁觀者的視線—一異性戀男人徘徊在女人身體特徵上的視線。其中，女性角色在男性凝視下會以兩種層次的色情性呈現：作為拍攝故事中角色渴望的對象，以及作為男性觀眾的性慾對象。藉由將女性表示為在男性觀者主動凝視下的被動接受者，建構並確立男性主導和女性被主導的角色，也是父權體系發揮功能的基礎。也就是說，性別角色透過主流商業電影在文本、視覺、表徵上的審美得到強化，這類電影中的男性凝視比女性凝視重要，正是基於男女間社會政治權力不平等的主流價值。
作為父權社會的意識形態基礎，政治社會不平等被視為一價值體系，在此體系下，男性創造的機構（例如電影業、廣告業、時裝業）單方面確定社會中什麼是「自然而正常的」。隨著時間推進，在男性作為凝視主體而女性為被凝視者這一慣例的作用下，以及將兩性誤解為有階級層次高低而非平等的社會等級制中，人們便會漸漸相信，這一父權體系下的人為價值作為一社會制度是很自然且正常的秩序。

## 概念

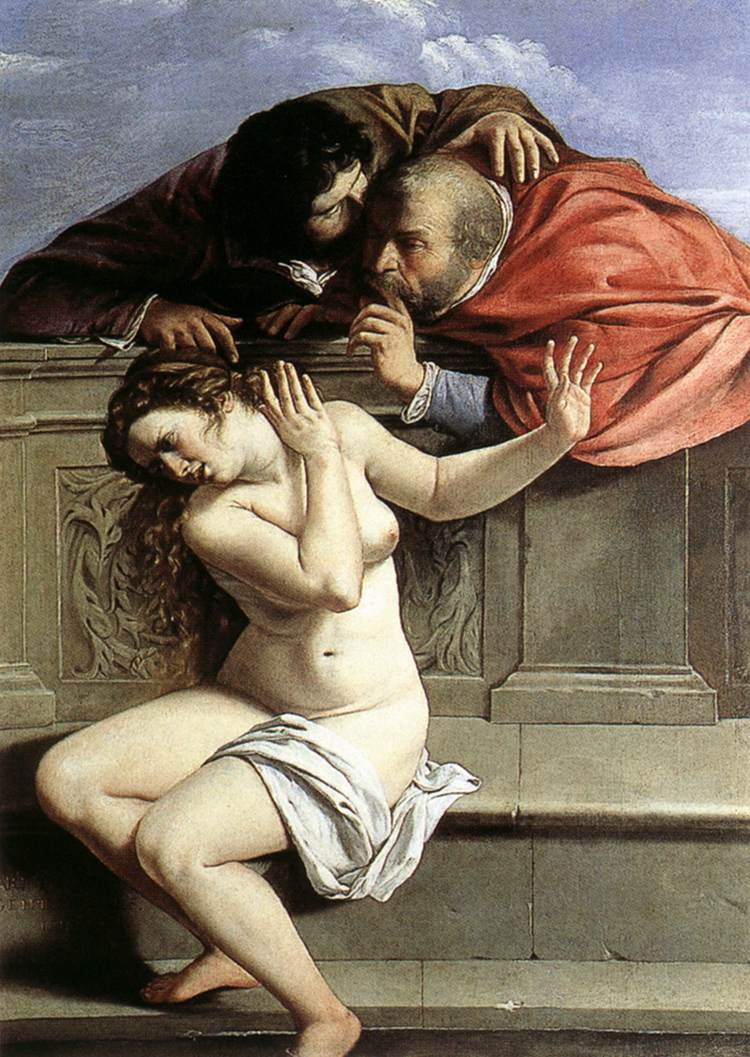
蘇珊娜與長者，阿特蜜希雅·真蒂萊希繪

### 窺淫癖
男性凝視的兩種形式起始於弗洛伊德窺淫癖的概念，“與性吸引力有關的愉悅（極端偷窺）”和“與自戀認同有關的親戀快感（理想自我的注入）” 顯示出女性是如何從男性目光的角度（性、美學與文化）去觀看電影。 在這樣的電影表現形式中，男性的凝視否認女性的身份角色，從而使女性失去人性。如男性的性幻想中所定義的那樣，敘事電影僅考慮女性的美感，體態和性吸引力，將其從人轉變為物。

### 旁觀者角度
觀看電影時會出現兩種類型的觀眾，他們會無意識地或有意識地參與了男女之間典型的歸屬社會角色。當以男性權力主義切入三種不同的角度觀看電影時，第一眼是記錄了電影事件的照相機鏡頭；第二種角度描述了觀眾在觀看影片時的近乎偷窺的行為；最後則是在整個電影故事中角色彼此之間的互動行為模式。這三個角度的共同點在於，男性外表通常被認為是積極的角色，而女性則扮演被動角色。因此，基於這種父權制，電影將女性呈現為慾望的對象，其中女性角色則被編碼為帶有強烈甚至情色的視覺外觀。女演員於劇中的舉動並不會直接影響劇情的結局，女性角色從來不是推動電影故事發生的關鍵，將女性客體化並表明男演員心理上無法承受的狀況為電影中女性以視覺方式支持男性主角的描繪手法。